# Rajd Argentyny 2012
Rajd Argentyny był 5. rundą Rajdowych Mistrzostw Świata 2012. Rajd odbył się w dniach 26–29 kwietnia, jego bazą była miejscowość Villa Carlos Paz w pobliżu Córdoby. Rajd był także 3. rundą Mistrzostw Świata Samochodów Produkcyjnych (PWRC).
Rajd wygrał Sébastien Loeb, była to jego 70. wygrana w karierze, 7. w rajdzie Argentyny. Drugie miejsce zajął Mikko Hirvonen, a trzeci był Mads Østberg. Jari-Matti Latvala nie wystartował w tej rundzie z powodu złamania obojczyka podczas treningu na nartach biegowych, jako jego zastępcę w zespole wybrano Daniego Sordo.
Łączna długość odcinków specjalnych Rajdu Argentyny w 2012 roku wynosiła 503 km i była najdłuższa od czasów Rajdu Safari 2002.

## Klasyfikacja ostateczna
| Msc.    | Kierowca          | Pilot                | Samochód                       | Czas      | Strata    | Grupa | Punkty |
| ------- | ----------------- | -------------------- | ------------------------------ | --------- | --------- | ----- | ------ |
| 1.      | Sébastien Loeb    | Daniel Elena         | Citroën DS3 WRC                | 5:34:38.8 | 0.0       | WRC M | 25     |
| 2.      | Mikko Hirvonen    | Jarmo Lehtinen       | Citroën DS3 WRC                | 5:34:54.0 | 15.2      | WRC M | 20     |
| 3.      | Mads Østberg      | Jonas Andersson      | Ford Fiesta RS WRC             | 5:37:49.2 | 3:10.4    | WRC M | 15     |
| 4.      | Martin Prokop     | Zdeněk Hrůza         | Ford Fiesta RS WRC             | 5:44:24.1 | 9:45.3    | WRC   | 12     |
| 5.      | Thierry Neuville  | Nicolas Gilsoul      | Citroën DS3 WRC                | 5:45:56.4 | 11:17.6   | WRC M | 10     |
| 6.      | Petter Solberg    | Chris Patterson      | Ford Fiesta RS WRC             | 5:46:41.0 | 12:02.2   | WRC M | 11     |
| 7.      | Sébastien Ogier   | Julien Ingrassia     | Škoda Fabia S2000              | 5:47:04.1 | 12:25.3   | 2     | 6      |
| 8.      | Jewgienij Nowikow | Denis Giraudet       | Ford Fiesta RS WRC             | 5:55:49.0 | 21:10.2   | WRC M | 4      |
| 9.      | Nasir al-Atijja   | Giovanni Bernacchini | Citroën DS3 WRC                | 6:03:01.4 | 28:22.6   | WRC M | 3      |
| 10.     | Ott Tänak         | Kuldar Sikk          | Ford Fiesta RS WRC             | 6:11:58.3 | 37:19.5   | WRC M | 1      |
| PWRC    |                   |                      |                                |           |           |       |        |
| 1.(11.) | Benito Guerra Jr. | Borja Rozada         | Mitsubishi Lancer Evolution X  | 6:12:00.6 | 0.0       | 3     | 25     |
| 2.(13.) | Nicolás Fuchs     | Fernando Mussano     | Mitsubishi Lancer Evolution X  | 6:16:19.7 | 4:19.1    | 3     | 18     |
| 3.(14.) | Wałeryj Horbań    | Andrij Nikołajew     | Mitsubishi Lancer Evolution IX | 6:18:45.2 | 6:44.6    | 3     | 15     |
| 4.(15.) | Marcos Ligato     | Ruben Garcia         | Subaru Impreza WRX STi         | 6:25:00.0 | 12:59.4   | 3     | 12     |
| 5.(16.) | Gianluca Linari   | Nicola Arena         | Subaru Impreza WRX STi         | 6:40:24.8 | 28:24.2   | 3     | 10     |
| 6.(17.) | Ezequiel Campos   | Cristian Winkler     | Mitsubishi Lancer Evolution X  | 6:47:27.4 | 35:26.8   | 3     | 8      |
| 7.(18.) | Subhan Aksa       | Hade Mboi            | Mitsubishi Lancer Evolution X  | 6:47:44.9 | 35:44.3   | 3     | 6      |
| 8.(23.) | Lorenzo Bertelli  | Lorenzo Granai       | Mitsubishi Lancer Evolution IX | 7:35:06.4 | 1:23:05.8 | 3     | 4      |

1. ↑  Litera M przy oznaczeniu grupy do której należy samochód oznacza, iż tylko ci kierowcy zdobywali punkty dla swoich zespołów liczonych w klasyfikacji producentów na koniec sezonu.

### Odcinki specjalne
| Dzień            | Odcinek | Godz. rozp. | Nazwa                          | Długość  | Zwycięzca        | Czas    | Średnia prędkość | Lider rajdu    |
| ---------------- | ------- | ----------- | ------------------------------ | -------- | ---------------- | ------- | ---------------- | -------------- |
| 1 26–27 kwietnia | OS1     | 20:08       | SSS Amarok 1                   | 6,04 km  | Petter Solberg   | 4:54.9  | 73,73 km/h       | Petter Solberg |
| 1 26–27 kwietnia | OS2     | 7:28        | La Pampa / La Pampa 1          | 37,51 km | Sébastien Loeb   | 23:12.5 | 96,97 km/h       | Petter Solberg |
| 1 26–27 kwietnia | OS3     | 8:21        | Ascochinga / Agua de Oro 1     | 51,88 km | Petter Solberg   | 37:50.7 | 82,25 km/h       | Petter Solberg |
| 1 26–27 kwietnia | OS4     | 12:46       | La Pampa / La Pampa 2          | 37,51 km | Sébastien Loeb   | 22:56.3 | 98,11 km/h       | Mikko Hirvonen |
| 1 26–27 kwietnia | OS5     | 13:39       | Ascochinga / Agua de Oro 2     | 51,88 km | Sébastien Loeb   | 37:21.8 | 83,31 km/h       | Sébastien Loeb |
| 1 26–27 kwietnia | OS6     | 17:23       | Cosquin / Villa Allende        | 19,18 km | Mikko Hirvonen   | 13:36.7 | 84,54 km/h       | Sébastien Loeb |
| 2 28 kwietnia    | OS7     | 8:30        | San Agustin / Santa Rosa 1     | 20,18 km | Sébastien Loeb   | 12:41.3 | 95,42 km/h       | Sébastien Loeb |
| 2 28 kwietnia    | OS8     | 9:18        | Amboy / Santa Monica 1         | 20,33 km | Mikko Hirvonen   | 10:40.5 | 114,26 km/h      | Sébastien Loeb |
| 2 28 kwietnia    | OS9     | 10:31       | Intiyaco / Golpe de Agua 1     | 39,74 km | Mikko Hirvonen   | 22:48.1 | 104,57 km/h      | Sébastien Loeb |
| 2 28 kwietnia    | OS10    | 14:44       | San Agustin / Santa Rosa 2     | 20,18 km | Petter Solberg   | 12:32.3 | 96,57 km/h       | Sébastien Loeb |
| 2 28 kwietnia    | OS11    | 15:32       | Amboy / Santa Monica 2         | 20,33 km | Petter Solberg   | 10:30.4 | 116,10 km/h      | Sébastien Loeb |
| 2 28 kwietnia    | OS12    | 16:45       | Intiyaco / Golpe de Agua 2     | 39,74 km | Petter Solberg   | 22:36.2 | 105,49 km/h      | Sébastien Loeb |
| 2 28 kwietnia    | OS13    | 20:08       | SSS Amarok 2                   | 6,04 km  | Thierry Neuville | 4:49.4  | 75,13 km/h       | Sébastien Loeb |
| 3 29 kwietnia    | OS14    | 8:00        | Matadero / Ambul               | 65,74 km | Petter Solberg   | 38:16.0 | 103,08 km/h      | Sébastien Loeb |
| 3 29 kwietnia    | OS15    | 9:51        | Mina Clavero / Giulio Cesare 1 | 17,41 km | Petter Solberg   | 15:38.1 | 66,81 km/h       | Sébastien Loeb |
| 3 29 kwietnia    | OS16    | 10:32       | El Condor / Copina             | 16,32 km | Petter Solberg   | 13:17.5 | 73,67 km/h       | Sébastien Loeb |
| 3 29 kwietnia    | OS17    | 14:07       | Mina Clavero / Giulio Cesare 2 | 17,41 km | Petter Solberg   | 15:29.3 | 67,44 km/h       | Sébastien Loeb |
| 3 29 kwietnia    | OS18    | 14:48       | El Condor / Casilla Negra      | 11,16 km | Petter Solberg   | 9:37.6  | 69,56 km/h       | Sébastien Loeb |
| 3 29 kwietnia    | OS19    | 15:21       | Copina (Power stage)           | 4,15 km  | Petter Solberg   | 2:32.9  | 97,71 km/h       | Sébastien Loeb |

### Power Stage
| Miejsce | Kierowca        | Czas     | Różnica | Średnia prędkość | Punkty |
| ------- | --------------- | -------- | ------- | ---------------- | ------ |
| 1       | Petter Solberg  | 2:32.915 | 0.000   | 97,7 km/h        | 3      |
| 2       | Mikko Hirvonen  | 2:34.063 | +1.148  | 97,0 km/h        | 2      |
| 3       | Nasir al-Atijja | 2:34.470 | +1.555  | 96,8 km/h        | 1      |

## Klasyfikacja po 5 rundzie

### Kierowcy
| Lp. | Kierowca                 | Pkt |
| --- | ------------------------ | --- |
| 1   | Sébastien Loeb           | 91  |
| 2   | Petter Solberg           | 73  |
| 3   | Mikko Hirvonen           | 70  |
| 4   | Mads Østberg             | 68  |
| 5   | Evgeny Novikov           | 43  |
| 6   | Jari-Matti Latvala       | 28  |
| 7   | Martin Prokop            | 26  |
| 8   | Nasir al-Atijja          | 23  |
| 9   | Dani Sordo               | 21  |
| 10  | Ott Tänak                | 16  |
| 11  | Sébastien Ogier          | 16  |
| 12  | Thierry Neuville         | 14  |
| 13  | François Delecour        | 8   |
| 14  | Dennis Kuipers           | 8   |
| 15  | Armindo Araújo           | 7   |
| 16  | Pierre Campana           | 6   |
| 17  | Henning Solberg          | 6   |
| 18  | Patrik Sandell           | 4   |
| 19  | Ken Block                | 2   |
| 20  | Jari Ketomaa             | 2   |
| 21  | Eyvind Brynildsen        | 1   |
| 22  | Ricardo Triviño          | 1   |
| 23  | Peter van Merksteijn Jr. | 1   |

### Producenci
| Lp. | Producent                             | Pkt |
| --- | ------------------------------------- | --- |
| 1   | Citroën Total World Rally Team        | 151 |
| 2   | Ford World Rally Team                 | 106 |
| 3   | M-Sport Stobart Ford World Rally Team | 81  |
| 4   | Qatar World Rally Team                | 37  |
| 5   | Citroën Junior World Rally Team       | 30  |
| 6   | Adapta World Rally Team               | 27  |
| 7   | Mini WRC Team                         | 26  |
| 8   | WRC Team Mini Portugal                | 10  |